# Iglesias (Spagna)
Iglesias è un comune spagnolo di 137 abitanti situato nella comunità autonoma di Castiglia e León.